# Dendrobium oliganthum
Dendrobium oliganthum är en orkidéart som beskrevs av Rudolf Schlechter. Dendrobium oliganthum ingår i släktet Dendrobium, och familjen orkidéer.
Artens utbredningsområde är Sulawesi. Inga underarter finns listade i Catalogue of Life.